# Madeleine Moret
Madeleine Moret, née à Lausanne le 12 juin 1901 et morte dans cette même ville le 13 novembre 1973, est une pionnière de la télégraphie en Suisse et une mécène.

## Biographie

### Origines et famille
Fille d’Édouard Moret, notaire, et de de Marguerite, née Paquier, Madeleine est issue d’une famille bourgeoise possédant plusieurs maisons et terrains dans la campagne vaudoise, à Denges, Clarmont et Reverolle. Elle grandit dans la maison familiale dite Le Curtil, à l’avenue Églantine à Lausanne. 
Son oncle et parrain, Charles Schnetzler (1867-1951) est pasteur à Oron, historien, notamment de Charles Monnard, et très actif au sein de la Société vaudoise d’histoire et d’archéologie. Sa grand-mère Marie Paquier née Piccard (1842-1898) est la sœur du chimiste Jules Piccard (en) (1840-1933) et tante d’Auguste Piccard, lui-même père de Jacques Piccard.

### Études et parcours professionnel
Après sa scolarité à l’École Vinet (Gymnase et École supérieure de jeunes filles), elle s’intéresse aux sciences techniques. Rapidement, elle se passionne pour les émetteurs radio et la télécommunication et devient pionnière en ce domaine. En 1927, elle est en Suisse la première femme à obtenir le brevet de télégraphiste. Ce diplôme lui donne « le droit de posséder un poste d’émission télégraphique, à faire soi-même des émissions et à correspondre avec les divers postes émetteurs existants ». Puis en 1930, après un nouvel examen et un stage de six mois à la station du Champ-de-l’Air et à la Blécherette, elle gagne un diplôme supérieur l’autorisant à fonctionner comme radiotélégraphiste sur les places d’aviation, dans le service météorologique ou sur un navire.
Par la suite, on ne sait pas grand-chose de sa carrière. Célibataire, elle ne quitte pas la maison familiale à Lausanne. Son père meurt en 1951 et sa mère en 1956, à 90 ans.

### Distinction
En 1960, la commune de Denges décerne à Madeleine Moret la bourgeoisie d’honneur, en reconnaissance de la générosité qu’elle montra à ce village à diverses reprises, notamment en donnant une parcelle de terrain pour la construction d’une église. Ce lieu de culte est effectivement construit en 1971-1973.

### Fin de vie et legs
Madeleine Moret vit dès lors en solitaire, et, à la fin de sa vie, peinant à gérer ses affaires, elles est mise sous tutelle. Elle s’éteint le 13 novembre 1973, ayant laissé à l’abandon « son jardin envahi d’herbes folles et de fleurs d’églantiers, et sa maison aux volets clos ».
Par testament, elle lègue à l’Union des Femmes de Lausanne la quasi-totalité de ses biens, ne laissant presque rien à sa famille. Selon les conditions de la légataire, ces biens doivent: « servir de lien entre les sociétés féminines de Lausanne et du canton en mettant à disposition un lieu de réunion ; servir à la défense des droits de la femme, la protection des intérêts féminins et l’amélioration de la condition de la femme et de la société en général. ».
Ainsi est inaugurée le 30 septembre 1976 la « Maison de la Femme », projet que la Fédération Vaudoise des Unions des Femmes caressait depuis 1948 déjà. Cette institution féministe est un lieu de conférences, de débats, et propose différents services de conseil ainsi qu'une permanence juridique. Elle abrite aussi la Bibliothèque des femmes Simone Chapuis-Bischof.